# Carlos VIII da Suécia
Carlos VIII (Enköping, c. 1408-1409 – Estocolmo, 15 de maio de 1470) – mais conhecido como Karl Knutsson -  foi rei da Suécia em três ocasiões diferentes: de sua eleição em 1448 até ser deposto em 1457, de 1464 até ser deposto novamente em 1465 e por fim de 1467 até sua morte em 1470.                                                                                                  Antes disso, foi regente da Suécia em 1438-1440. Também foi rei da Noruega entre 1449 e 1450.                                                                                                                             Era filho do cavaleiro (riddare) Canuto Tordsson Bonde e sua esposa Margarida Karlsdotter.
                                                                                                                        Ficou conhecido por ter sido contra os monarcas da União de Kalmar, e ter lutado com grande crueldade por uma Suécia mais unificada e debaixo de um soberano mais forte, abrangendo as então províncias dinamarquesas da Escânia, Halland e Blekinge.